# Fredrik Lassas
Fredrik Jean Joakim Lassas, född 1 oktober 1996 i Borgå, är en finländsk fotbollsspelare som spelar för Helsingfors IFK i Veikkausliiga.
Lassas är finlandssvensk och i ett parförhållande.